# Metr na třetí
Metr na třetí (m3) je odvozená jednotka SI, která se používá hlavně pro popis statického momentu ({\displaystyle S}) či průřezového modulu ({\displaystyle W}). Často se vyjadřuje i v dílčích hodnotách milimetr na třetí (mm3), převod mezi jednotkami je 1 m3 = 109 mm3. Algebraicky odpovídá metru krychlovému, nicméně na rozdíl od něj nepopisuje objem.
V systému imperiálních jednotek se používá obdobná jednotka palec na třetí (in3).